# Мария Лангова-Дюкмеджиева
Мария Ян Лангова, по мъж Дюкмеджиева или Дюгмеджиева, е българска учителка от чешки произход.

## Биография
Родена е на 13 юли 1867 година в град Шкворец, Чехия, в семейството на Ян Лангов и жена му Амалия. Основното си образование получава в родния си град, а след това завършва Имперско-Кралския институт за образовани учителки в Прага (1880).
След завършването си е поканена за учителка в Шумен, България, където гимназията е включила, по примера на европейските училища за въвеждане на ръчната работа, нова учебна дисциплина – ръчна работа или ръкоделие. Мария Лангова според изследователите върши пионерска работа и издига този предмет на голяма висота; развива висока култура и естетика и става действителен фактор за естетическото възпитание на ученичките. В Годишниците на училището е отбелязано: „През 1892 год. Гимназията изпрати в Първото Българско Земледелческо-Промишлено изложение в гр. Пловдив... и 56 разни предмети по ръкоделието /преподавателка е била Мария Лангова, тя и сега е учителка в гимназията под мъжевото си име: Дюгмеджиева/. За превъзходство на изложените предмети от група 23, клас 89-й гимназията получи бронзов медал“.
През учебната 1893/1894 година Мария Лангова е преподавателка в Солунската българска девическа гимназия, където по същото време учител е и Коста Дюкмеджиев от Шумен. В Солун те се оженват.
Мария Лангова-Дюкмеджиева продължава учителската си дейност в Шумен, подготвяйки много учителки, създавайки и духовен интерес към чешката култура. Учителства 24 години в шуменските държавни и общински гимназии. Пенсионира се на 1 ноември 1918 година.
Умира на 29 юли 1961 година.